# Mark Foster (zwemmer)
Mark Foster (Billericay, 12 mei 1970) is een gewezen internationaal topzwemmer uit Groot-Brittannië, die namens zijn vaderland vijfmaal deelnam aan de Olympische Spelen: Seoel (1988), Barcelona (1992), Atlanta (1996), Sydney (2000) en Peking (2008).
Foster won een karrenvracht aan medailles, en verbeterde meerdere records op de korte afstanden (vrije slag en vlinderslag). Zijn eerste internationale succes behaalde de rassprinter uit Bath in 1990, toen hij de bronzen medaille won bij de Gemenebestspelen op zijn favoriete onderdeel, de 50 meter vrije slag. In 1998 droeg Fos de Britse vlag tijdens de openingsceremonie van de Gemenebestspelen in Kuala Lumpur.
Foster stond te boek als een fenomenaal starter en kwam vooral tot zijn recht op de kortebaan (25 meter). Hij werd bijgestaan door voormalig hordeloper en landgenoot Colin Jackson. In 2004 slaagde Foster er niet in zich te plaatsen voor de Spelen van Athene. Hij nam later dat jaar 'wraak' door de gouden medaille te winnen op de 50 vrij bij de WK kortebaan in Indianapolis.
Tijdens de EK kortebaan 2005 in Triëst behaalde Foster een gouden medaille op de 50 meter vrije slag door in 21.27 aan te tikken. Op de 50 meter vlinderslag tikte hij achter Lars Frölander als tweede aan, wat hem zilver opleverde.

## Mediacarrière
Foster heeft aangegeven een carrière in de media te willen wanneer hij zal stoppen met zwemmen. Hij nam reeds deel aan Britse televisieprogramma's als Superstars en Strictly Come Dancing. In december 2008 won hij een celebrity-aflevering van The Weakest Link. Mark Foster is ook fotomodel. Hij doet modeshoots en heeft campagnes voor onder meer Speedo gedaan.